# Philodromus manikae
Philodromus manikae är en spindelart som beskrevs av Benoy Krishna Tikader 1971. Philodromus manikae ingår i släktet Philodromus och familjen snabblöparspindlar. Inga underarter finns listade i Catalogue of Life.